# Bella Germania
Bella Germania ist eine dreiteilige, im Auftrag des deutschen Fernsehsenders ZDF entstandene Familienchronik von Gregor Schnitzler. Erzählt wird in Rückblenden über drei Generationen hinweg die Schicksale mehrerer Angehöriger einer deutsch-italienischen Familie in den Jahren 1954 bis 2019. Die beiden Hauptrollen in den beiden ersten Teilen spielen die gebürtige Moldawierin Silvia Busuioc (als die Italienerin Giulietta) und Christoph Letkowski (als der Deutsche Alexander). Im Zentrum des dritten Teils steht die nach ihren familiären Wurzeln suchende Julia, gespielt von Natalia Belitski, die bereits in den ersten beiden Teilen als Bindeglied zwischen der Gegenwart und der Vergangenheit sporadisch zu sehen gewesen war. Der Autor des gleichnamigen Romans, Daniel Speck, verfasste auch das Drehbuch.

## Handlung

### Teil 1: L’amore – die Liebe
München 2013. Julia Becker ist eine angehende Modedesignerin, die ihre erste eigene Kollektion in Anwesenheit von Nathalie Bronet, einer zentralen Persönlichkeit in der Branche, vorstellt. Ausgerechnet in diesem wichtigsten Moment ihres noch jungen Lebens hat die Modeschöpferin einen Blackout und verpatzt durch ihr Fortlaufen aus dem Showroom die Präsentation. Während sie sich in der Lobby des Gebäudes zu sammeln versucht, tritt ein alter Herr auf Julia zu und möchte sie in einer privaten Angelegenheit sprechen. Er sagt, er heiße Alexander Schlewitz und würde gern ihren Vater, Vincenzo Marconi, sprechen. Julia ist durcheinander, ihr Vater sei schon lange tot, erklärt sie dem alten Mann. Dies zumindest hatte ihre Mutter Tanja immer behauptet. Irritiert will Julia die Lobby verlassen, da bricht der Alte zusammen. Schlewitz wird wenig später von einem Krankenwagen abtransportiert. Julia sucht anschließend ihre Mutter auf, eine hochgradig engagierte Journalistin und Autorin von politischen Beiträgen für das Fernsehen. Die besteht weiterhin darauf, dass Julias Vater Vincenzo starb, als sie acht Jahre alt war. Julia hat Zweifel an der Aussage ihrer Mutter und findet heraus, wo jener Alexander Schlewitz wohnt. Der ist in der Zwischenzeit von seinem leichten Schwächeanfall genesen und bittet sie in sein Haus. Julia ahnt nicht, dass ab sofort ihr Leben komplett auf den Kopf gestellt wird, denn der alte Mann sagt, er sei ihr Großvater, und beginnt nun die verworrene Familiengeschichte aufzurollen.

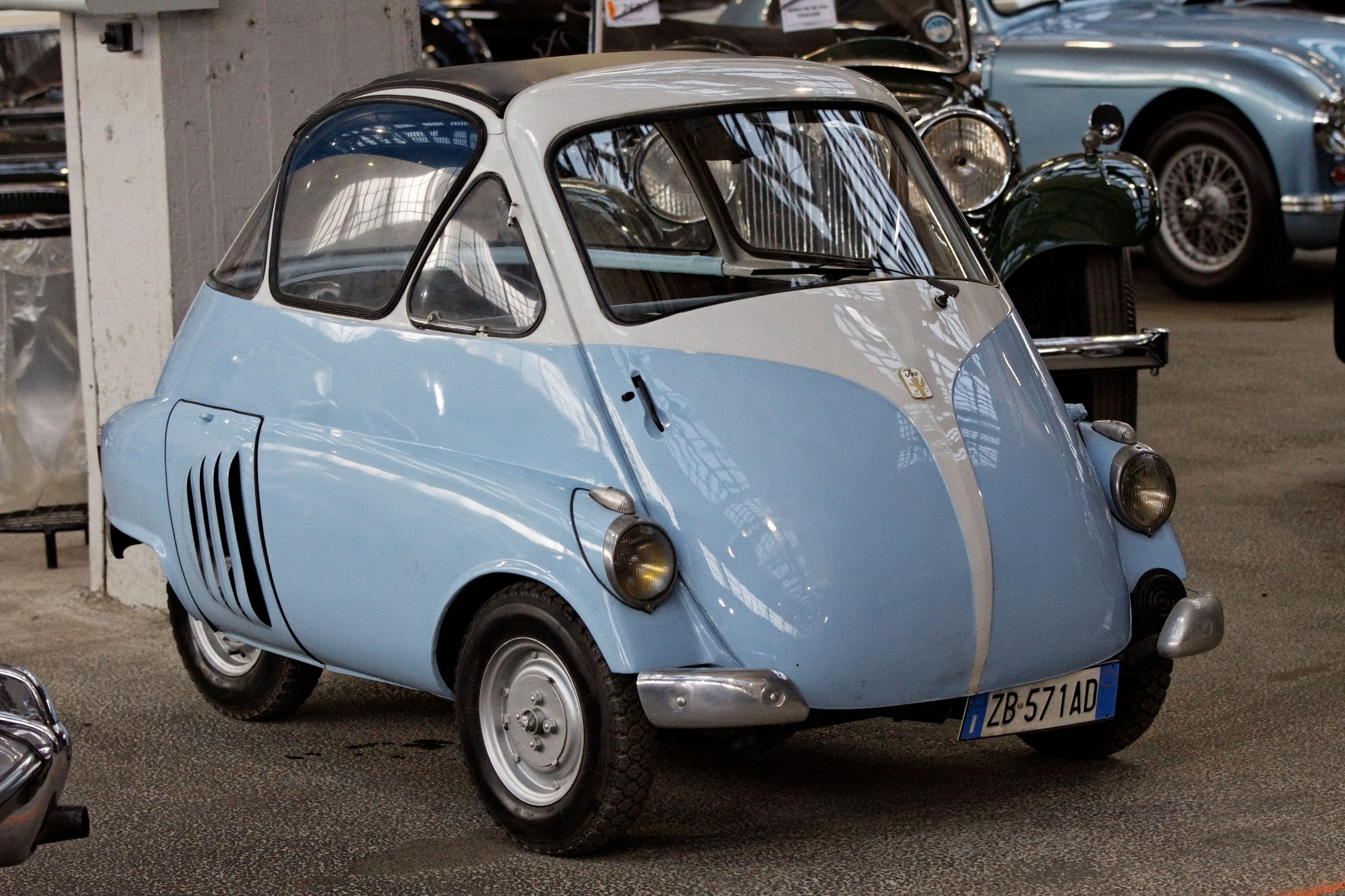
Die Iso Isetta, Baujahr 1953

München 1954. Der junge Nachwuchsingenieur Alexander Schlewitz arbeitet unter dem BMW-Manager Fritz Maier, dessen Firma allerdings am Rande des Abgrunds steht. Die teuren Karossen verkaufen sich kaum. Schlewitz schlägt Maier vor, mit dem italienischen Isetta-Hersteller in Turin einen Lizenzvertrag für die Iso Isetta abzuschließen, um dem Verbraucher in der jungen Bundesrepublik auch ein kleines, kostengünstiges Fahrzeug anbieten zu können. Daraufhin entsendet Maier den forschen Ingenieur nach Mailand. Dort lernt Schlewitz den Iso-Chef kennen und spricht mit ihm auf Deutsch, was dieser nicht versteht. Gleich in der Nähe steht die blutjunge Sizilianerin Giulietta Marconi, die Deutsch studiert und sich als Dolmetscherin anbietet. Für beide ist es Sympathie auf den ersten Blick. Bei einer Testfahrt mit der Isetta stellt Alexander einen Konstruktionsfehler fest: Das Fahrzeug beginnt in Kurven arg zu schlingern und droht sogar umzukippen. Schlewitz lässt seine Bedenken von Giulietta übersetzen und verspricht seinem italienischen Verhandlungspartner, das Problem binnen zweier Tage zu lösen. Tatsächlich schafft es Alexander, die Isetta mit einigen Umbauten fahrsicherer zu machen. In den folgenden Tagen kommen sich Alexander und Giulietta näher. Auch erkennt Alexander, dass die Italienerin, die sehr gut zeichnen kann, ein Talent für Modeentwürfe besitzt. Aus seiner Zuneigung zu ihr heraus kauft Alexander Giulietta ein paar elegante, rote Schuhe, die der jungen Frau sehr gut gefallen.
Giulietta und Alexander verbringen eine kurze, aber sehr schöne Zeit miteinander. Wieder daheim, fällt Giulietta rasch auf den Boden der Tatsachen zurück. Sie ist schwanger. Ihr Verlobter, der Automechaniker Enzo, arbeitet wie Giulietta und ihr Bruder Giovanni bei Iso. Giulietta wurde ihm vor vielen Jahren versprochen, und er geht nun davon aus, dass nur er der Vater des Kindes sein kann. Giuliettas Mutter ist entsetzt: Eine uneheliche Schwangerschaft ist im Italien der 1950er Jahre ein Riesenskandal, der augenblicklich in einer Ehe zu münden habe. Die Mutter verlangt, dass Giulietta ihren Verlobten sofort heiratet. Für die junge Frau scheint nun ihr Leben vorbestimmt, sie wird Enzo heiraten. Der hat alle Attribute eines Süditalieners: Er ist ganz Macho, bisweilen übermäßig temperamentvoll und glaubt ganz selbstverständlich, dass „seine“ Frau zugleich sein Besitz sei. Und dementsprechend verhält er sich. Giulietta teilt Alexander ihre Entscheidung mit, dass es zwischen ihnen beiden keine gemeinsame Zukunft geben könne. Schlewitz reist nach München zurück, und Giulietta wird im Jahr darauf Mutter eines Sohnes. Sie nennt ihn Vincenzo.
Wieder im Jahr 2013. Der alte Alexander bittet Julia darum, ihren Großonkel Giovanni aufzusuchen. Er, Alexander, wolle den Kontakt zu Vincenzo, Julias Vater, wiederherstellen, und nur Giovanni wisse, wo sich Vincenzo heute aufhalte. Julia ist wütend auf ihre Mutter, die behauptet habe, dass ihr Vater, Vincenzo, tot sei. Es kommt zu einer kurzen Auseinandersetzung zwischen Mutter und Tochter. Julias Verlangen, ihren Vater zu finden und endlich kennenzulernen, wächst mit jedem Tag. Sie entscheidet sich, Alexanders Bitte zu folgen und ihren Großonkel, der in München einen Gemüseladen betreibt, aufzusuchen. Dort reicht man ihr ein Familienalbum, das Giulietta mit ihrem nunmehrigen Ehemann Enzo und dem Baby zeigt. Nur Giulietta weiß, dass das Kind von Alexander ist.
Mailand 1955. Giulietta hat sich in ihrem Eheleben mit Enzo und dem Kind eingerichtet. Doch sie spürt, dass ihr etwas fehlt. Die Enge des Kleinfamilienalltags und die roten Schuhe, das einzige, was ihr noch aus der Zeit mit Alexander geblieben ist, erinnern sie daran, dass es noch ein anderes, ein erfüllteres Leben geben könnte. Eines Tages teilt Giovanni seiner Schwester mit, dass er nach Deutschland gehen werde, da man dort Arbeiter suche und diese Arbeit überdies auch noch besser bezahlt werde. Giovanni nutzt die Kontaktadresse, die Giulietta ihm zugesteckt hatte, und besucht Alexander. Er soll ihm bei der Arbeitssuche helfen. Derweil wird Enzos Eifersucht daheim immer schlimmer. 
Neun Jahre sind vergangen, als Giovanni 1964 aus Deutschland nach Mailand zurückkehrt. Er hat Giulietta eine Nähmaschine mitgebracht, deutsche Wertarbeit, wie er stolz verkündet. In dieser Zeit hat sich auch Alexander neu orientiert und eine blonde Einheimische namens Marianne geheiratet. Bald muss Alexander erneut nach Mailand. Dort sieht er Giulietta und Vincenzo im Betrieb. Instinktiv ahnt Alexander, dass der Junge, der für alles Deutsche schwärmt, sein Sohn sein müsse. Alexander bittet Giulietta, mit ihm nach München zu kommen, aber wieder kann sie sich nicht für ihn entscheiden: „Mein Leben ist hier.“ Als sie aber die Leere in ihrem Leben begreift, erinnert sich Giulietta ihrer Passion und fängt mit der neuen Nähmaschine zu schneidern an.
Wieder in München 2013. Zum Abschied von Onkel Giovanni gibt dieser Julia das von Giulietta geschneiderte rote Kleid mit, das Julias Großmutter zu Giovannis Hochzeit getragen hatte. Julia beginnt sich das Kleid genau anzuschauen und lässt als talentierte Modeschöpferin Giuliettas Entwurf in ihr neues Design mit einfließen. Dann kehrt sie nochmals zu Giovanni zurück und lässt sich von dessen Frau Vincenzos Adresse in Turin geben. Julia will dort endlich ihren Vater kennenlernen.  
1968 heiratete Giuliettas Bruder und auf der Hochzeitsfeier kam es wegen eines erneuten Eifersuchtanfalls Enzos zum Eklat. Giulietta reiste daraufhin mit Giovanni und ihrem Sohn Vincenzo nach Deutschland, um dort einen Neuanfang zu wagen.

### Teil 2: Il destino – das Schicksal
In der Gegenwart beschließt Julia nach Italien zu reisen, um Vincenzo kennenzulernen. Ihr Großonkel Giovanni begleitet sie dorthin. Im Jahre 1968 lässt sich Giulietta in München nieder. Kaum angekommen fährt sie zu Alexanders Haus. Sie hofft auf ein Wiedersehen, doch vor der Einfahrt sieht sie, wie eine schwangere, blonde Frau gerade aus dem Haus kommt und Alexander, der beim Auto steht, mit einem Kuss begrüßt. Ganz offensichtlich ist Alexander nicht mehr frei, und Giulietta fährt wieder fort, ohne dass Alexander sie bemerkt hat. Giovanni macht seiner Schwester Giulietta, die glaubt, dass es jeder in Deutschland leicht zu Wohlstand bringen kann, klar, dass auch hier hart gearbeitet werden muss und dass er bis jetzt kaum etwas erreicht habe. Aber Giulietta glaubt an ihr Können und sucht nach einem Geschäftsraum, wo sich Giovanni als Gemüsehändler einrichten kann, während Giulietta ihm die Buchhaltung führt und in der freien Zeit Kleider näht. Plötzlich stehen ihre Mutter und Ehemann Enzo vor der Tür. Ihre Mutter ist außer sich, dass sich Giulietta bei Nacht und Nebel aus Italien nach Deutschland fortgemacht hatte. Enzo ist zur Trennung bereit, verlangt aber, dass Vincenzo, den er für seinen Sohn hält, zu ihm zurück nach Italien kommt. Der aber will lieber bei der Mutter bleiben. 
Vincenzo spürt derweil in der neuen Wahlheimat die Ablehnung durch deutsche Kinder, man nennt ihn abwertend ein „Gastarbeiterkind“. Dennoch leben sich Giulietta und Vincenzo in Deutschland ein.
Turin 2013. Julia will endlich ihren Vater kennenlernen und sich ein eigenes Bild von ihm machen. Der erwachsene Vincenzo zeigt sich wenig begeistert, seine Tochter zu sehen. Zu viel ist passiert, und er will auch nicht seinem Vater Alexander begegnen, was dieser sich sehr wünscht. 1968 begegnen sich Giulietta und Alexander im Krankenhaus wieder, wohin Giovannis hochschwangere Ehefrau zur Entbindung eingeliefert wurde. Auch Alexanders Frau Marianne entbindet gerade, er wird Vater einer Tochter. Völlig überraschend erhält Giulietta etwas später einen Telefonanruf von Alexander. Er sagt ihr, dass er sie nicht vergessen könne. Eines Tages steht Enzo wieder vor der Tür. Er will zu seiner Frau zurück, aber Giulietta hat sich weiterentwickelt, ein Leben mit ihrem Noch-Ehemann in Italien kann sie sich nicht mehr vorstellen. Und so entschließt sich Enzo ebenfalls in Deutschland zu bleiben. In der Folgezeit nähern sich Enzo und Vincenzo wieder einander an. Giulietta sieht, dass Enzo ihrem Sohn gut tut, und ihr gefällt, dass ihr Mann offensichtlich bereit ist, sich zu ändern. Eine Zeit lang scheint Alexander vergessen.

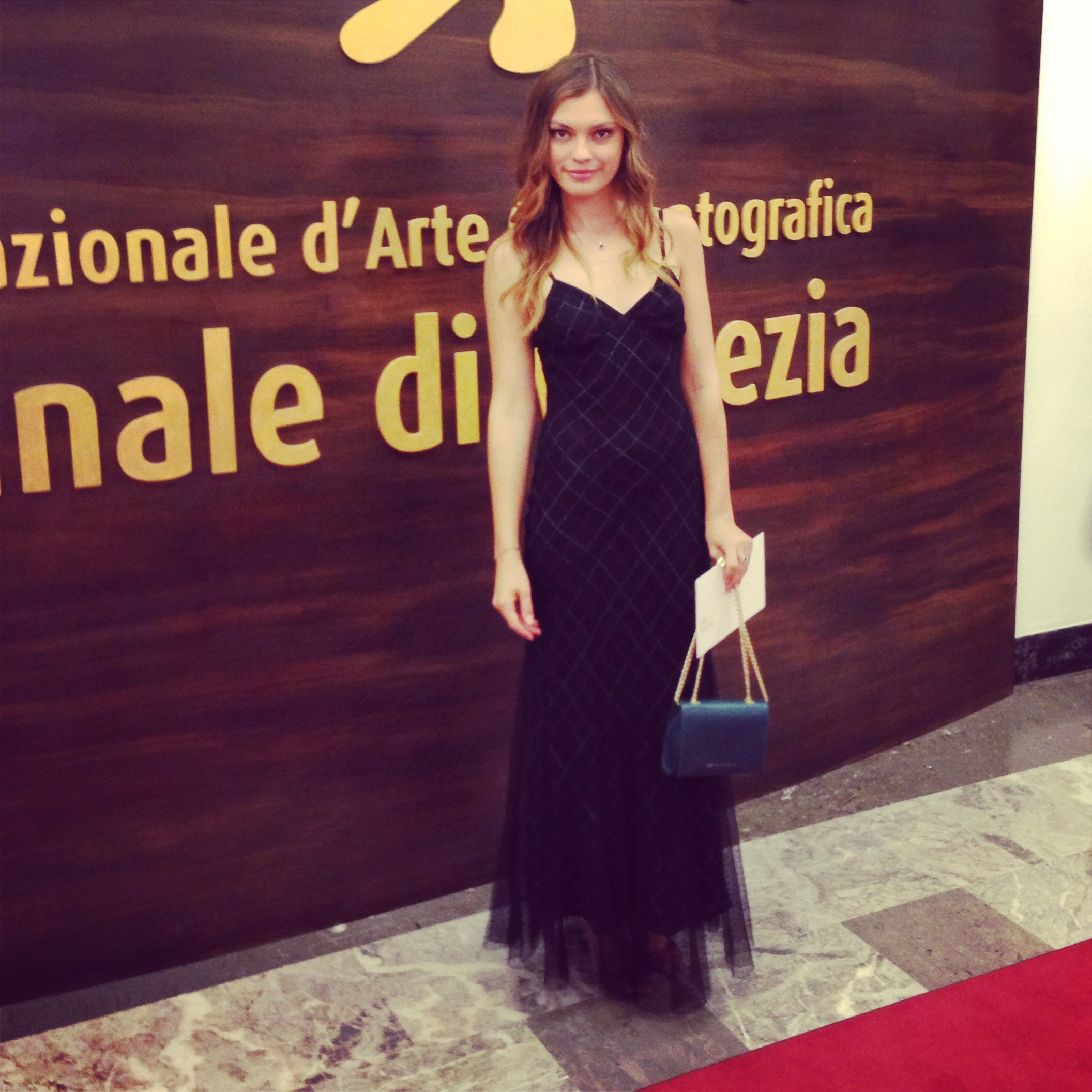
Silvia Busuioc, die die Rolle der Giulietta spielt.

Zu Weihnachten steht plötzlich Alexander vor der Tür. Er hat einen Brief für Giulietta, die gerade mit Enzo aus ist, und ein Geschenk für Vincenzo dabei. Als Enzo nach der Heimkehr davon erfährt, kocht die alte Eifersucht wieder in ihm hoch. Giulietta geht vor die Tür und trifft auf ihre alte Liebe. Alexander und sie küssen sich. Er fragt, ob er Vincenzos Vater sei, bekommt darauf aber keine Antwort. 
Wieder in der Gegenwart: Giovanni überreicht Julia Giuliettas Tagebuch. Die Geschichte wird nun anhand des Tagebuchs weitererzählt: Das Verhältnis zwischen Alexander und Giulietta kühlt sich allmählich ab, weil sie sich nicht für den Erzeuger ihres Sohnes entscheiden will. Dieser ist bereit, die Ausbildung Vincenzos zu bezahlen, verlangt aber dafür, regelmäßig mit Fotos seines halbwüchsigen Kindes versorgt zu werden. Giulietta lässt sich darauf ein, achtet aber darauf, dass Enzo, der noch immer glaubt, der Vater zu sein, nichts von diesem Deal mitbekommt. Lange hat sich Giulietta dagegen gewehrt, doch nun sieht sie, dass sie von Alexander genauso wenig loskommt wie er von ihr. Ihr Junge gerät derweil erstmals auf die schiefe Bahn, er wird mit Blaulicht von der Polizei abgeholt – ausgerechnet dann, als sich Giulietta und Alexander leidenschaftlich in seinem Auto küssen. Beide werden Zeugen des Polizeieinsatzes. Tage später verbringen Alexander und Giulietta nach anderthalb Jahrzehnten wieder eine Liebesnacht zusammen. Weitere Jahre vergehen …
München 1973. Nach einem schweren Arbeitsunfall findet Enzo kaum mehr Arbeit. Er will unbedingt zurück nach Italien, während sich Giulietta mit ihren Näharbeiten ein berufliches Standbein geschaffen hat. Die Heimlichkeiten zwischen Giulietta und Alexander halten an, es reihen sich Schäferstündchen an Schäferstündchen. Da Alexander auf Giulietta nicht verzichten möchte, bietet er seiner Geliebten an, Enzo anderweitig beschäftigen zu wollen. Der aber ahnt bei dem Vorstellungsgespräch sofort, dass Schlewitz dies nicht ihm zuliebe tut. Er steht auf und geht. Draußen vor der Tür sagt er seiner Frau auf den Kopf zu, dass er zeugungsunfähig sei und Vincenzo Alexanders Kind sein müsse. Giulietta ist fassungslos, dass ihr Mann seit vielen Jahren offensichtlich eine Charade mit ihr gespielt haben muss und von Anbeginn die Wahrheit wusste. Enzo verlangt von Giulietta, dass sie Alexander nie mehr wieder sieht. Daraufhin kehrt sie etwas später in Alexanders Büro zurück und sagt ihm, dass sie sich von Enzo scheiden lassen wolle, um mit ihm, Alexander, zu leben. Beide machen sich auf den Weg, während Alexanders Frau zu ahnen scheint, dass ihr Mann sie verlassen will. Ziel der Verliebten ist Venedig, wie Julia es Giuliettas Tagebuch entnimmt.
In der Gegenwart will nun Julia endlich wissen, warum ihr Vater sie als Kind verlassen hatte. Ihr Vater in Italien, der erwachsene Vincenzo, gibt sich kurz angebunden, erklärt sich dann aber doch bereit, ihr die ganze Wahrheit zu sagen. Dazu wolle er mit Julia eine Reise über die Alpen zurück nach München unternehmen und sich bei dieser Gelegenheit auch mit seinem Vater treffen. Er wählt exakt jene Route, über die 1973 Giulietta und Alexander von der bayerischen Landeshauptstadt nach Venedig aufgebrochen waren. Diese Fahrt sollte in einer Katastrophe enden. Giulietta und Alexander erleben auf der Strecke nach langer Zeit wieder ein Gefühl perfekten Glücks. Sie merken nicht, dass eine Leitung mit Bremsflüssigkeit locker ist und sich schließlich komplett löst. Die Flüssigkeit rauscht auf die Straße, während Giulietta den roten Sportwagen entlang der engen Serpentinenstraße steuert.

### Teil 3: Il segreto – das Geheimnis
Bald kann Giulietta das Fahrzeug nicht mehr bremsen und stürzt mit Alexander als Beifahrer in den Abgrund. Er wird dabei aus dem Wagen geschleudert, während Giulietta am Unfallort stirbt. Rasch fällt der Verdacht auf Enzo, der am ehesten ein Motiv für den Anschlag gehabt hat, zumal er als Automechaniker perfekte Pkw-Kenntnisse besitzt. Die Polizei nimmt an, dass er die Bremsleitung gelöst und damit absichtlich den tödlichen Unfall hervorgerufen habe. Für Vincenzo ist der Tod der geliebten Mutter eine absolute Katastrophe. Er gibt Alexander eine entscheidende Mitschuld, glaubt aber ebenfalls, dass Enzo den Wagen manipuliert hat. Aus Mangel an Beweisen wird Enzo jedoch freigesprochen. Vincenzo sucht die Aussprache mit seinem Erzeuger und fährt zu seinem Haus. Der junge Mann zeigt gegenüber Alexander nur Verachtung. Etwas später lernt Vincenzo in einer Studentenkneipe die rothaarige Tanja kennen, die sich auf Seiten der extremen Linken engagiert. An ihrer Seite rutscht Vincenzo, der völlig haltlos geworden ist, ins RAF-Umfeld und in die terroristische Sympathisantenszene ab. Mit ihr knackt Vincenzo Autos für etwaige RAF-Transporte. Nachdem er mit Tanja geschlafen hat, will Vincenzo vor ihr angeben und bricht in Alexanders Garage ein. Er stiehlt eines seiner beiden Autos, bedroht ihn mit der Waffe und fährt auf der Flucht Alexander, der sich vor das Auto stellt, beinah über den Haufen.
Kurz darauf stürmt ein Einsatzkommando der Polizei die Wohnung, wo Tanja und Vincenzo gerade miteinander schlafen. Sie können aus dem Fenster türmen, sind aber nun Gesetzlose. Da entsinnt Vincenzo sich wieder seiner alten Heimat und flieht mit seiner Geliebten nach Süditalien. In Sizilien will er erst einmal untertauchen und einen Neuanfang wagen, während Tanja noch immer der Kampf für die „Weltrevolution“ antreibt und sie Kontakte zu den Brigate Rosse anstrebt. Während Vincenzo sich ein Leben in der italienischen Heimat durchaus vorstellen kann, zieht es Tanja wieder zurück nach Deutschland. Sie will auch weiterhin politisch aktiv bleiben und nicht am Ende Europas mit seinen streng katholischen und kleinbürgerlichen Menschen versauern. Ein bourgeoises Leben mit Heim und Kinder ist ihr verhasst. Eines Tages verlässt sie Vincenzo wieder. Er weiß nicht, dass sie von ihm schwanger ist. Tanja ist abgereist und Vincenzo überlegt, wie es in Italien mit ihm weitergehen soll. Er erinnert sich seiner Leidenschaft für schnelle Autos und heuert in einer Werkstatt an. Er lernt die Italienerin Carmela kennen, die bald sehr viel mehr Leidenschaft für ihn entwickelt als er für sie. Als Vincenzo von Onkel Giovanni erfährt, dass Tanja zurück in München und überdies schwanger ist, kehrt Vincenzo ebenfalls nach Deutschland zurück, obwohl er weiß, dass die Polizei nach ihm fahndet. Carmela bleibt am Boden zerstört zurück. An der Grenze zu Österreich wird Vincenzo festgenommen, als er zu fliehen versucht.
Es kommt zu einem Prozess, bei dem Vincenzo alle Schuld auf sich nimmt, damit Tanja, die Mutter seines Kindes, nicht auch hinter Gitter muss. Er wird zu sieben Jahren Haft verurteilt. Tanja besucht Vincenzo im Knast und bringt beider inzwischen geborene Tochter Julia mit. 1982 wird Vincenzo schließlich entlassen. Er bringt ein Eichenbäumchen mit in die Freiheit, das er in seiner Haftzeit gepflanzt hatte. Im Münchner Olympiapark wird die Minieiche von der Familie eingepflanzt. Zurück in der Gegenwart: Vincenzo und Tanja sprechen sich endlich aus. Denn dafür gibt es einen handfesten Grund: Bei einem Besuch bei Tanja und Julia ist Vincenzo einst komplett ausgerastet, als Bernd, der neue Mann an Tanjas Seite, Vincenzos Tochter herzlich umarmt hatte. Es kam zu einer Schlägerei, bei der Julia sich sehr ängstigte. Daraufhin beschloss Tanja, ihrer Tochter zu sagen, dass ihr Vater in der Zwischenzeit gestorben sei. Für die Julia der Gegenwart ist diese Erklärung eine Erlösung, denn lange Zeit hatte sie geglaubt, dass ihr Vater nichts mehr von ihr wissen wollte und sich deshalb nicht bei ihr gemeldet habe.
Es wird Zeit, dass sich Vincenzo seiner letzten Herausforderung stellt: Er besucht mit Julia seinen greisen Vater im Klinikum. Alexander löst das letzte Geheimnis: Er erklärt, seine vor ein paar Jahren gestorbene Ehefrau Marianne habe ihm auf dem Sterbebett gestanden, dass sie den Wagen manipulierte, der zum Tod Giuliettas geführt hatte. Vincenzo sucht daraufhin Enzo auf und sagt ihm, dass er nun wisse, dass er unschuldig gewesen sei und es ihm leid tue, dass er ihm einst die Schuld an Giuliettas Tod gab. Beide umarmen sich, und Vincenzo fragt Enzo, ob er ihn auf der Rückreise nach Italien begleiten wolle. Freudig sagt Enzo „ja“. Julia aber kehrt zum Anfang des Films im Jahr 2013 zurück: Sie hat jedoch ihrer Kollektion ein weiteres Kleid hinzugefügt, das sie stolz auf der Modenschau präsentiert und von dem sie sagt, dass es ihr besonders viel bedeute: Es ist die Weiterentwicklung von Giuliettas rotem Kleid, ihrem ersten Entwurf vor vielen Jahrzehnten. Und diesmal ist Julias Präsentation ein voller Erfolg. 
2019: Julia hat ihre eigene kleine Modefirma und feiert mit Freunden den 85. Geburtstag ihres Großonkels Giovanni. Unter dem großen Eichenbaum im Münchner Olympiapark, wo Vincenzo und seine Tochter Julia sich hingesetzt haben, endet die Geschichte.

## Produktionsnotizen
Die rund viereinhalb Stunden lange Fernsehproduktion wurde von 24. Juni bis 1. November 2017 in Deutschland und in Apulien (Italien) gedreht und erlebte ihre Uraufführung in Köln am 8. Oktober 2018 im Rahmen des Film Festival Cologne. Die deutsche Fernsehpremiere des Dreiteilers erfolgte im März 2019 im ZDF. Jede Folge ist etwa 90 Minuten lang.
Im Anschluss an den ersten Teil strahlte das ZDF unter dem Titel Bella Germania – Die Dokumentation eine Hintergrundreportage zu der Entwicklung des deutsch-italienischen Verhältnisses seit den 1950er Jahren unter besonderer Berücksichtigung italienischer Arbeitsmigration in die Bundesrepublik aus. In Italien lief die Produktion unter dem Titel Volevamo andare lontano.

## Kritiken
Die Berliner Morgenpost sah in der ZDF-Produktion „großes Kino – mit kleinem Kitschfaktor“ und fand, Bella Germania suche „den großen Bogen über sieben Jahrzehnte und über all das, was die Familie in dieser Zeit tangiert hat.“ Trotz Kritik an der unterschiedlichen Handhabung beim Umgang mit der italienischen Sprache – anfänglich wurden die entsprechenden Dialoge zwischen den Italienern untertitelt, später deutsch synchronisiert – kam die Morgenpost zum Schluss: „Hier wird großes Kino versucht und teilweise sogar erreicht.“
Spiegel Online nannte Bella Germania „ein Herzschmerz-Melodram epischen Ausmaßes“ und schrieb über die beiden Hauptdarsteller der ersten zwei Teile: „Christoph Letkowski und Silvia Busuioc gelingt es, ihre Figuren emotional aufzuladen.“ Auch vom „Spiegel“ wurde der Umgang mit der italienischen Sprache bemängelt: „So schlüssig die Rückblendenstruktur an den verschiedenen Chronisten aufgehängt ist, so kritikwürdig sind andere Aspekte der Inszenierung: der inkonsequente Umgang mit Sprache(n) etwa, der sich darin äußert, dass zwar meist übersetzt werden muss, dann aber die italienische Familie auf einmal unter sich deutsch spricht.“ Fazit: „Fairerweise gilt festzuhalten: Für das, was ‚Bella Germania‘ sein will – eben ein Mainstream-Melodram –, funktioniert es nicht so schlecht.“ Zuschauer, die auf dem Sendeplatz am Sonntagabend um 20:15 Uhr üblicherweise mit Herzschmerz-Geschichten der Gattung Pilcher, Lindström & Co. versorgt werden, würden mit Bella Germania „überdurchschnittlich bedient.“
Der Kritiker auf quotenmeter.de schrieb dagegen von einem „katastrophale(n) Ergebnis“ und nannte den Dreiteiler „eine Klamotte voller Vorurteile“. Fazit: „keine seichte, aber harmlose und im besten Falle unterschwellig hintergründige Produktion zur deutsch-italienischen Freundschaft.“

## Einschaltquoten
- Der erste Teil hatte 4,67 Millionen Zuschauer, das entsprach einem Marktanteil von 13 Prozent.
- Der zweite Teil hatte 4,65 Millionen Zuschauer, das entsprach einem Marktanteil von 14,8 Prozent.
- Der dritte Teil hatte 4,58 Millionen Zuschauer, das entsprach einem Marktanteil von 14,8 Prozent.